# 2020년 하계 올림픽 몰디브 선수단
2020년 하계 올림픽 몰디브 선수단은 2021년 일본 도쿄에서 열린 2020년 하계 올림픽에 참가한 올림픽 몰디브 선수단이다.
몰디브는 2021년 7월 23일부터 8월 8일까지 개최된 2020년 도쿄 하계 올림픽에 참가했다. 당초 2020년 7월 24일부터 8월 9일까지 열릴 예정이었던 이 대회는 코로나19 범유행으로 인해 연기되었다. 이번 하계 올림픽은 1988년 첫 대회 이후 국내의 9번째 하계 올림픽 출전이었다. 대표단은 남자 2명, 여자 2명으로 구성된 4명의 선수로 구성되어 3개 종목의 4개 종목에 출전했다. 수영 토너먼트에는 무발 아잠 이브라힘과 아이샤스 사치나라는 두 명의 선수가 참가했다. 2016년 리우 올림픽에 복귀한 선수 하산 사이드(Hassan Saaid)가 남자 100m에 출전했다. 파티마쓰 나바하 압둘 라자크는 2012년 런던 올림픽 이후 몰디브가 올림픽 토너먼트에 참가한 최초의 배드민턴 선수였다. 성평등을 장려하기 위한 노력의 일환으로 처음으로 올림픽에는 남성 1명, 여성 1명으로 구성된 기수 2명이 출전하는 것이 허용되었다. 나바하와 무발은 개막식에서 기수로서 몰디브 선수단을 이끌고 있다. 그러나 몰디브는 아직 사상 첫 올림픽 메달을 획득하지 못했다.

## 같이 보기
- 올림픽 몰디브 선수단